# Ліґота-Ксьонженца (Сілезьке воєводство)
Ліґота-Ксьонженца (пол. Ligota Książęca) — село в Польщі, у гміні Рудник Рациборського повіту Сілезького воєводства.
Населення — 151 особа (2011).
У 1975-1998 роках село належало до Катовицького воєводства.

## Демографія
Демографічна структура станом на 31 березня 2011 року:
|          | Загалом | Допрацездатний вік | Працездатний вік | Постпрацездатний вік |
| -------- | ------- | ------------------ | ---------------- | -------------------- |
| Чоловіки | 72      | 14                 | 49               | 9                    |
| Жінки    | 79      | 16                 | 42               | 21                   |
| Разом    | 151     | 30                 | 91               | 30                   |